# Ağalıkənd
Ağalıkənd è un comune dell'Azerbaigian situato nel distretto di Biləsuvar. Conta una popolazione di 3.848 abitanti.